# Cuerpo Superior de Administradores Civiles del Estado
El Cuerpo Superior de Administradores Civiles del Estado es el cuerpo de altos funcionarios de la Administración Pública de España que realiza las funciones de dirección, supervisión y puesta en práctica de las distintas políticas públicas.

## Historia
Creado en la década de los sesenta, la primera convocatoria se produjo en abril de 1960 y la primera promoción, integrada por los 58 funcionarios aprobados entre 477 aspirantes, fue nombrada el 3 de julio de 1961. Nació mediante la fusión de los Cuerpos Técnicos de los distintos Ministerios, recibiendo inicialmente la denominación de Cuerpo de Técnicos de la Administración Civil del Estado, por lo que se les conoce también por las iniciales de su antigua denominación (TAC). Con la entrada en vigor de la Ley de Medidas para la Reforma de la Función Pública, en 1984, adquirió su denominación actual, fusionándose con el antiguo Cuerpo de Técnicos de Información y Turismo.

## Descripción
El Cuerpo Superior de Administradores Civiles del Estado (o TACs), es un Cuerpo constituido por funcionarios especialmente preparados para la realización de las tareas directivas de los distintos Servicios y Unidades de la Administración pública, tanto en su vertiente ejecutiva como en la de asesoramiento. Se caracteriza por su carácter pluridisciplinar, al estar integrado por profesionales con distinta formación de base (juristas, economistas, licenciados en ciencias políticas, filósofos, ingenieros, sociólogos, médicos, etc.), seleccionados de forma rigurosa y que mantienen un exigente sistema de formación continuada. Ello hace que sean un cuerpo de funcionarios de la Administración General del Estado especialmente capacitados para dirigir la gestión de los asuntos públicos, en sus distintos ámbitos. En su trabajo, coordinan la acción de los distintos Cuerpos de funcionarios de carácter especializado y dotan a la Administración pública española de un entramado común que facilita la articulación de sus distintos sectores.
Mayoritarios en lo que se conoce como «servicios comunes» de la Administración (Secretarías Generales Técnicas, Direcciones Generales de Servicios, Secretarías Generales de Organismos Públicos, etc.), ocupan también puestos de dirección y coordinación en las distintas áreas sectoriales especializadas de la Administración General del Estado, incluyendo la Administración en el Exterior.
En un Estado fuertemente descentralizado como es España, las comunidades autónomas que lo integran han seguido, en la estructuración de su función pública, el modelo de la Administración del Estado, habiéndose dotado también de sus «Cuerpos Superiores de Administración» (o denominaciones similares), de carácter directivo, fuertemente inspirados en el Cuerpo Superior de Administradores Civiles del Estado.

## Miembros destacados
- Presidente del Congreso de los Diputados: Jesús Posada.
- Presidenta del Senado: Esperanza Aguirre.
- Presidente del Consejo de Estado: Francisco Rubio Llorente.[2]
- Ponente constitucional: Gabriel Cisneros.[3]
- Director de la Real Academia Española: Santiago Muñoz Machado.[4]
- Vicepresidenta Tercera del Gobierno: Teresa Ribera.
- Vicepresidenta de la Comisión Europea: Teresa Ribera.
- Ministros: Esperanza Aguirre (Educación y Cultura); Antonio Carro (Presidencia), Rafael Catalá (Justicia); Ricardo de la Cierva (Cultura); Luis Carlos Croissier (Industria y Energía); José María Gamazo (Presidencia); Julián García Vargas (Sanidad y Consumo; y Defensa); Jesús Posada (Agricultura, Pesca y Alimentación; Administraciones Públicas).; Teresa Ribera (Transición Ecológica).
- Presidentes de Comunidad Autónoma: Esperanza Aguirre (Comunidad de Madrid).
- Alcaldes: Ana Botella (Madrid).
- Secretarios de Estado: Julián Arévalo (Defensa); José Antonio Benedicto Iruiñ (Función Pública); Fernando Benzo (Cultura); Rafael Catalá (Justicia; Infraestructuras, Transporte y Vivienda); Gabriel Cisneros Laborda (Relaciones con las Cortes); Elena Collado Martínez (Función Pública); Álvaro Espina Montero (Industria); Juan García Villoslada (Plan Nacional sobre Drogas); Alfredo González Gómez (Política Territorial); Francisco Laína (Seguridad del Estado); Clara Mapelli Marchena (Función Pública); Manuel Ortiz Sánchez (Información); Mercedes Elvira del Palacio Tascón (Administración Pública); Francisco Peña (Administración Territorial); Fernando Puig de la Bellacasa (Cooperación Territorial); Francisco Ramos (Administraciones Públicas), Teresa Ribera (Cambio Climático); Pablo Saavedra (Medio Ambiente); José Antonio Sánchez Velayos (Seguridad Social); Carmen Sánchez-Cortés Martín (Justicia); Fernando Valdés Verelst (Turismo); Justo Zambrana (Administraciones Públicas y Seguridad); Francisco Javier Zarzalejos Nieto (Secretaría General de la Presidencia del Gobierno).
- Secretarios Generales (con rango de Subsecretario): Isabel  Artime García (Pesca);  Mercedes Caballero Fernández (Fondos Europeos); Álvaro Espina Montero (Empleo); Amparo Fernández González  (Turismo); Alfredo González Gómez (Salud Digital; Información e Innovación del Sistema Nacional de Salud); Juan Junquera González (Política Científica); Miguel Marañón Barrio (Consumo); Eugenio Nasarre Goicoechea (Educación y Formación Profesional); Fernando Panizo Arcos (Turismo); Germán Porras Olalla (Turismo); Fernando Puig de la Bellacasa Aguirre (Relaciones Institucionales y Coordinación); Luis Javier  Rueda Vázquez (Función Pública); Francisco Javier Velázquez López (Función Pública).
- Director General de la Guardia Civil (son rango de Subsecretario): Leonardo Marcos González; Francisco Javier Velázquez López.
- Consejeros autonómicos: Emilio Viciana Duro (Comunidad de Madrid, Educación).
- Presidenta del Consejo de Transparencia y Buen Gobierno: María Esther Arizmendi Gutiérrez.[5]

Finalmente, entre el inicio de la Legislatura Constituyente (1977) y febrero de 2024, ha habido 83 nombramientos de Subsecretarios entre miembros del CSACE, lo que equivale al 26% del total. Se trata del cuerpo que en más ocasiones ha ocupado ese cargo, muy por delante del siguiente (Abogados del Estado, con 36).[cita requerida]